# Santa Maria (Stagnone)
Santa Maria ist eine Insel der Inselgruppe Isole dello Stagnone di Marsala, die vor der Westküste Siziliens liegt und zum Stadtgebiet von Marsala zählt. 
Santa Maria ist die nördlichste der drei Inseln innerhalb der Lagune. Sie hat eine längliche Form und erstreckt sich ungefähr parallel zu den Küsten der Isola Grande und Siziliens. Die Insel ist nicht bewohnt. Sie ist drei Meter hoch.